# Пантеон скандинавської міфології

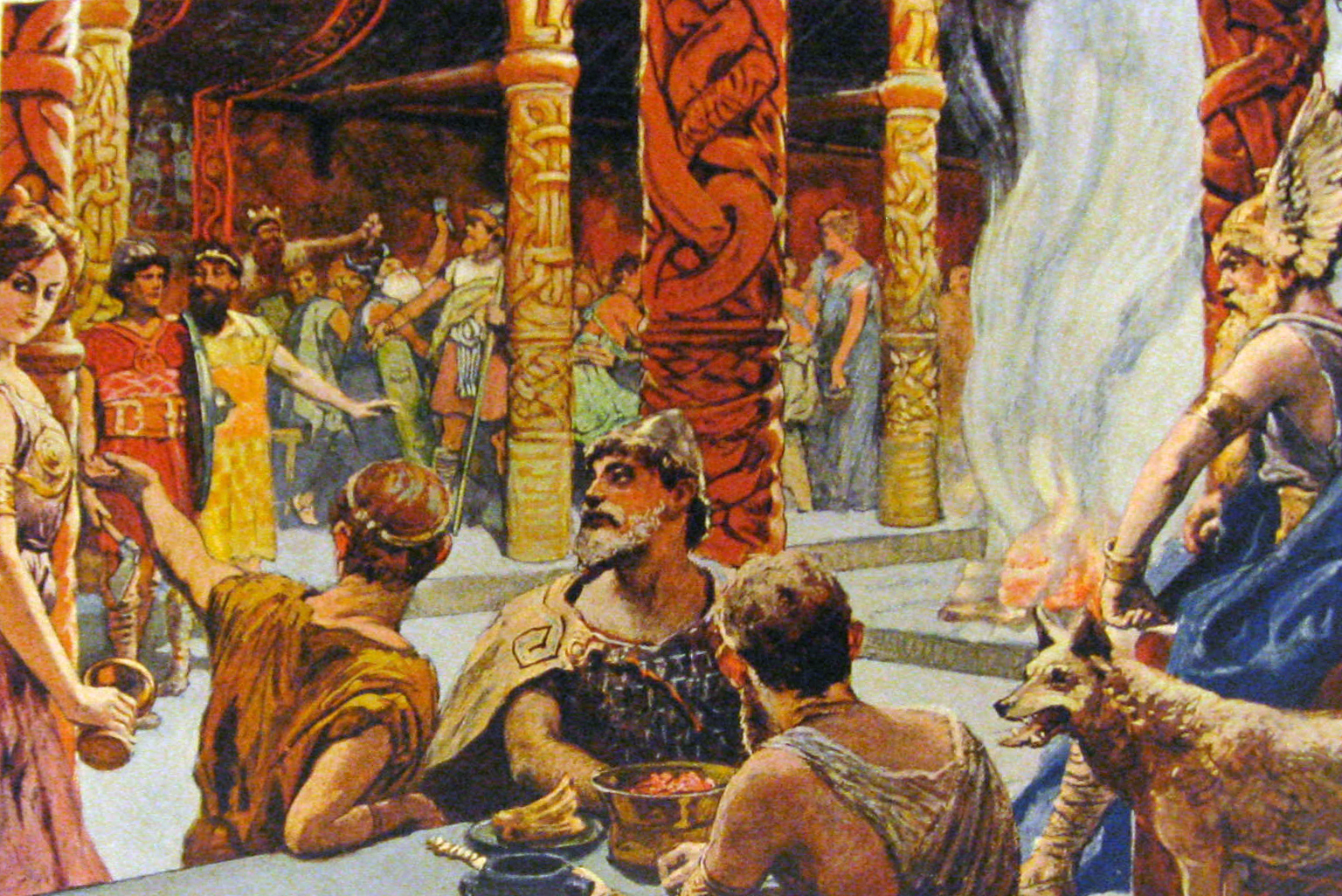
Вальхолл, дім Одіна з 540 дверима, як його зобразив Еміль Доплер у 1905 році.

Пантеон скандинавської міфології, часто скорочено — скандинавський пантеон, відноситься до всіх богів (і, відповідно, всіх істот, крім звичайних смертних) скандинавської міфології.

## Боги
У скандинавській міфології богів можна розділити на дві групи: асів, які мають багато індоєвропейських рис, і ванів, їхніх старших. Останні, безсумнівно, є первісними богами релігії, яка передувала індоєвропейським вторгненням. Їхні риси більш натуралістичні, ніж в асів.
У скандинавській культурі асам частіше молилися скандинавські аристократи. Ванам, що уособлюють родючість і плодючість, поклонялися скандинавські селяни.
Ця особливість скандинавської релігії є цікавим прикладом культурної інтеграції. Війна між асами та ванами може символізувати прірву між «аристократією» та селянством того часу.

### Аси
Андхрімнір
- Бог кухарів. Він є кухарем асів.

Бальдр
- Син Одіна і Фрігг, чоловік Нанни й батько Форсеті, він є богом світла і краси. Його ім'я означає «доблесний», «білий», «принц» або «хоробрий». Він живе в залі Брейдаблік. Його дивні сни про свою смерть роблять його пораненим богом, чиї злі чари з Локі привели його до царства мертвих, де його забрав його великий корабель Хрінгхорні. Наприкінці Раґнарьоку він повернеться серед живих, щоб встановити новий порядок на попелищі старого світу.

Берхта
- Богиня снігу та зими. Мати Ґна і дружина Ньєрун.

Бейла
- Служителька Фрейра зі своїм чоловіком Бюґґвіром. Богиня медовухи, бджіл і меду.

Біль
- Жертва викрадена манами.

Бор
- Син Бурі та батько Одіна, Геніра і Лодура, яких він народив від велетня Бестли.

Браґі
- Бог поезії. Син Одіна, чоловік Ідунн.

Даґ
- Бог дня. Син Нотта і Деллінґа.

Деллінґ
- Чоловік Нутт, батько Даґа і бог сутінків.

Ейр
- Слуга Фреї, другорядної богині медицини.

Ельдір
- Слуга Ігіра. Маленький бог кухні.

Фімафенг
- Слуга Ігіра. Бог послуг.

Фьоргін
- Батько або коханець Фрігга.

Форсеті
- Бог справедливості, син Нанни та Бальдра.

Фрігг
- Фрігг — богиня кохання, покровителька шлюбу та материнства. Дружина Одіна і мати Бальдра та Гьода. Як і норни, вона знає долю кожної істоти, але нікому її не відкриває.

Фулла
- Слуга Фрігга. Приносить родючість.

Гевйон
- Богиня родючості, полів та оранки. Покровителька незайманих дівчат.

Глаур
- Мати Мані та Сола, дружина Мундільфарі.

Ґна
- Посланець Фрігг, у неї є кінь, який скаче по небу і морю.

Геймдалль
- Син дев'яти матерів, ймовірно, дочок Егіра[en], що уособлюють хвилі. Захисник Асгарду і людства, охоронець Біфроста, він відповідає за попередження богів про настання Раґнарьока. Він живе в Гіміннбйорг (Небесній горі), поруч з Біфростом. Вартовий богів, він володіє конем Гулльтоппом і рогом Гьяллархорном, звук якого можна почути в усіх дев'яти світах.

Гель
- Дочка Локі, богиня негероїчних мертвих.

Гермод
- Син Одіна та Фрігг і бог-вісник.

Глін
- Слугиня Фрігг, богині розради. Вона наглядає за протеже Фрігг.

Гносс
- Дочка Фреї та Одра, настільки прекрасна, що все прекрасне і дорогоцінне називається гносс-нір

Гед
- Один із синів Одіна, сліпий і темний. Локі маніпулює ним у своєму плані вбити Бальдра.

Генір
- Син Бора та Бестли, брат Одіна та Лодура. Він був однією з перших істот, що з'явилися, і допоміг своїм братам убити велетня Іміра, чиє розсіяне тіло дозволило утворити Мідгард. Пізніше він наділив розумом перших людей, Аска та Ембла, які утворилися зі стовбурів мертвих дерев. Відправлений у Ванагейм на знак миру після закінчення війни між богами, Хьонір, помилково представлений як мудрий вождь, настільки розлютив ванів, що вони відрубали шию Міміру, який служив його радником.

Гведрунг
- Гведрунг — ще одне ім'я Локі.

Ідунн
- Богиня довголіття, берегиня яблук молодості, дружина Брагі, донька велетня Івальді та сестра Орванділа.

### Норни
Зі скандинавської літератури не зрозуміло, чи є ці три жінки, які керують долею, богинями, велетнями, окремими істотами чи іпостасями богині Фрігг. Ми вважатимемо їх власне богинями, але не будемо відносити їх до Асів чи Ванір. У деяких статтях їх називають могутніми велетнями.
Кажуть, що ці жіночі істоти вийшли з моря невдовзі після того, як почали існувати боги. Відомо, що вони вершать долі людей і керують ними безжально. Вони також керують долями скандинавських богів, адже останні мають не більше влади, ніж люди, щоб уникнути долі. Наприклад, вони рятують життя Гудрун, вдови героя Сігурда, лише для того, щоб вона побачила, як страчують її позашлюбних дітей (уривок з «Гудруннархвот: Повчання Гудрун»). Ці три гноми, на ім'я Урд, Верданді та Скульд жили біля дерева Іґґдрасіль і забезпечували його виживання завдяки воді з джерела Урдової криниці (Урдарбрунн).
Поетична Едда згадує трьох провидиць з Йетунхейму, тобто велетнів. Однак число три та їхні імена, «минуле», «теперішнє» і «майбутнє», здається, є пізнішими аспектами, що з'явилися з євангелізацією: так само є два брати Одіна, Вілі та Ве, які рідко згадуються, і два у Локі: трійця добра і зла.
- Урд[en]: Доля виконана, минула.
- Верданді: Теперішня доля.
- Скулд: Доля, що прийде, майбутнє.

Деяких ельфів, гномів і богинь також називають норнами, коли вони служать агентами долі.

## Інші істоти в пантеоні
Тут згадуються лише ті істоти, чиї імена відомі і які відіграють активну роль у скандинавській міфології. Більш загальну інформацію про цих істот можна знайти у відповідних статтях.

### Йотуни
Йотунни або тролі — батьки, двоюрідні брати і вороги асів та ванів. Деякі велетні мають квазібожественні характеристики й навіть є друзями богів, як, наприклад, Егір, морський велетень. Інші стають частиною божественного пантеону після одруження з божеством, як велетень Скаді, що вийшла заміж за бога Ньйорда. Велетні залишаються в Йотунгеймі. Найвідоміші з них
Егір
- Гірський велетень і уособлення моря, брат і чоловік Рана. У них було дев'ять дочок[en], які, можливо, є дев'ятьма матерями Геймдалля.

Бергельмір
- Сини Трудгельміра, а отже, онуки Іміра, первісного велетня.

Бестла
- Дочка Болторн і мати Одіна, вона належить до раси гірських велетнів.

Больторн
- Батько Бестли, дідусь Одіна, він вважається сином брата і сестри Трудгельміра, або принаймні одним з їхніх нащадків.

Гангр
- Син Олвальді, брат Тьязі та Іді.

Гірроккін
- Велетка, яку покликали допомогти на похоронах Бальдра спустити на воду його човен. Вона їздить верхи на вовку, вуздечкою якого є отруйна змія.

Іді
- Син Олвальді, брат Тьязі та Гангра.

Альвальді
- Гірський велетень, батько Тьязі, Гангра та Іді, відомий своїм величезним багатством. Коли він помер, троє його синів поділили його золото наступним чином: вони заробили стільки золота, скільки могли вмістити у свої роти, тому вони набили ним свої роти, що дало початок кеннінгу «повний рот велетнів» для золота.

### Альфар
Хоча скандинави дуже любили цих істот, в історію увійшло небагато імен ельфів, окрім кількох валькірій. З метою євангелізації північних народів християни прирівняли ельфів до ангелів. Вони живуть в Альвгеймі.

### Монстри
Монстри відіграють важливу роль у скандинавській міфології. Зазвичай це велетенські тварини, такі як вовки або змії-дракони.

#### Вовки
- Фенрір, жахливий вовк, син Локі.
- Ґарм, вовкодав Гельгейма
- Ґері та Фрекі, вовки Одіна, які присутні на бенкеті богів біля ніг свого господаря.
- Гаті, вовк, який постійно переслідує Мані, уособлення Місяця.
- Сколль, вовк, який постійно переслідує Соля, уособлення Сонця.

#### Змії та дракони
- Фафнір, карлик, що перетворився на дракона, охоронець золота Рейну.
- Йормунганд, змій Мідгарду, син Локі.
- Моїн, брат Нідгьогга.
- Нідгьогг, дракон, що гризе коріння Іггдрасілля.

#### Інші істоти
- Аудумла, первісна корова, від якої народився Бурі.
- Дайн, Двалін, Дунейр і Дуратрор[en] — олені, що скачуть по Іггдрасіллю.
- Ґулльфаксі, кінь велетня Грунґніра.
- Гресвельг, орлоподібний велетень, що живе над Іггдрасіллем.
- Гугін і Мунін, круки Одіна.
- Кракен — морське чудовисько, яке тероризує моряків, нападаючи на кораблі та поїдаючи моряків.
- Рататоск, білка Іггдрасілля.
- Сегрімнір — дикий кабан, якого ейнгерії їдять щодня.
- Слейпнір — восьминогий кінь Одіна.

## Герої
- Арнгрім[en]
- Беовульф
- Гагбард[en]
- Ярл[fr]
- Зігфрід
- Свіпдаґр[en]

## Джерело
- «Молодша Едда», Сноррі Стурлусона
- Міфи та боги давньої Скандинавії, Жорж Дюмезіль